# 7 грудня
7 грудня — 341-й день року (342-й у високосні роки) в григоріанському календарі. До кінця року залишається 24 дні.

## Свята і пам'ятні дні

### Міжнародні
- ООН: Міжнародний день цивільної авіації.
- Всесвітній день української хустки.

### Національні
- Україна: День місцевого самоврядування.
- Індія: День прапора Збройних сил.

### Релігійні

#### Західне християнство
- Передсвяття Непорочного зачаття;
- Пам’ять Міланського єпископа і проповідника Амвросія Медіоланського, Марії Джузеппи Росселло[en], Сабіна Сполетського[en] та Урбана Теанського.

#### Східне християнство
- Пам'ять святих Амвросія Медіоланського;
- Пам'ять преподобних Івана Посника та Павла Послушного;
- Пам'ять мученика Афінодора Месопотамського[1];
- Пам'ять святого Еміліана[en] (грецьке православ'я).

## Іменини
✝  Католицькі: Амвросій, Марія, Сабін, Урбан.
✙ Православні: Амвросій, Афінодор, Іван, Павло.

## Події
- 1678 — Луї Еннепен першим з-поміж європейців побачив Ніагарський водоспад.
- 1732 — у Лондоні відкрився театр Ковент-Гарден, домашня сцена Лондонського королівського балету та Лондонської королівської опери.
- 1920 — Ліквідована Кубанська область; утворена Кубано-Чорноморська область РРФСР
- 1941 — Японська авіація знищила американську морську базу Перл-Гарбор.
- 1972 — Вирушила 11-та та остання у програмі «Аполлон» пілотована людьми місія на Місяць.
- 1982 — У Форт-Ворті (Техас) уперше у світі застосована страта смертельною ін'єкцією.
- 1988 — Землетрус у Вірменії силою 6,9 бала зруйнував міста Спітак та Ленінакан. Загинуло близько 25 тисяч людей.
- 1991 — На зустрічі президентів Білорусі, Росії та України ліквідовано СРСР.
- 2009 — В США вийшла The Legend of Zelda: Spirit Tracks для Nintendo DS
- 2023 — Ніколас Мадуро заявив про приєднання до Венесуели регіону Гаяна-Ессекібо, що становить майже 60 % території сусідньої Гаяни.[2]

## Народились

Левко Лепкий.

Дивись також Категорія:Народились 7 грудня
- 1598 — Лоренцо Берніні, видатний італійський скульптор і архітектор («Аполлон і Дафна», «Викрадення Прозерпіни»), який за майстерність отримав від Папи Римського Григорія XV лицарський хрест і титул «кавалера».
- 1615 — Нікодемус Тессін старший, шведський архітектор, який разом з сином, архітектором Нікодемусом Тессін молодшим, створив скандинавське бароко. Дід політика Карла Густава Тессіна.
- 1811 — Микола Устиянович, український письменник, громадський діяч.
- 1822 — Луї Пастер, французький хімік і біолог, засновник мікробіології.
- 1863 — П'єтро Масканьї, італійський оперний композитор, представник веризму.
- 1888 — Левко (Лев) Лепкий, український письменник, видавець, редактор, композитор, художник
- 1889 — Габрієль Марсель, французький філософ-екзистенціаліст.
- 1892 — Олена Степанів, український історик, географ, громадська діячка, перша в світі жінка, офіційно зарахована на військову службу офіцером, хорунжий УСС, чотар УГА, мати історика Ярослава Дашкевича.
- 1900 — Катерина Білокур, майстриня українського народного живопису, одна з найкращих представниць «наївного мистецтва».
- 1903 — Олександр Лейпунський, український фізик, 1932 року спільно з Антоном Карловичем Вальтером, Кирилом Дмитровичем Синельниковим і Георгієм Дмитровичем Латишевим уперше в СРСР здійснили розщеплення атомного ядра штучно прискореними частинками.
- 1905 — Джерард Койпер, нідерландський і американський астроном.
- 1950 — Віталій Садовський, український художник і іконописець.
- 1976 — Жорж Ларак, канадський хокеїст.
- 1977 — Домінік Говард, барабанщик легендарного гурту Muse.
- 1979 — Дженніфер Карпентер, американська акторка, відома роллю Дебри Морган в телесеріалі «Декстер».
- 1986 — Олександр Капічун, офіцер Збройних сил України, учасник російсько-української війни. Герой України (2022, посмертно).
- 2003 — Катаріна-Амалія Нідерландська, старша донька короля Віллема-Олександра.

## Померли
Дивись також Категорія:Померли 7 грудня
- 43 до н. е. Цицерон, римський філософ (*106 р. до н. е.).
- 1698 — Андреа Гварнері, італійський скрипник, засновник династії скрипкових майстрів Гварнері.
- 1784 — Григорій Полетика, український громадський діяч, ймовірний автор «Історії русів».
- 1826 — Джон Флаксман, англійський художник, гравер і скульптор.
- 1870 — Михайло Вербицький, український композитор, хоровий диригент, священник, громадський діяч, автор гімну України «Ще не вмерла України».
- 1894 — Фердинанд де Лессепс, французький дипломат і підприємець, віконт, автор проєкту і керівник будівництва Суецького каналу.
- 1912 — Джордж Дарвін, англійський астроном і математик, Син натураліста Чарльза Дарвіна.
- 1917 — Людвіг Мінкус, австрійський композитор, скрипаль і диригент чеського походження.
- 1921 — Юлія Жемайте, литовська письменниця, прозаїкиня та драматургиня.
- 1936 — Василь Стефаник, український письменник, громадський діяч, майстер новели.
- 1947 — Ніколас М'юррей Батлер, американський теоретик і практик педагогіки, політик, публіцист, президент, одного з найбільших в США, Колумбійського університету; Лауреат Нобелівської премії миру 1931.
- 1975 — Торнтон Вайлдер, американський прозаїк, драматург та есеїст, лауреат Пулітцерівської премії (1928, 1938 і 1943).
- 1979 
  - Сесілія Пейн-Гапошкіна, американська астрономка.
  - Марі Андріссен, нідерландський скульптор.
- 1982 — Георгій Кістяківський, український і американський фізик і хімік.
- 1990 — Джоан Беннетт, американська акторка.
- 1993 — Фелікс Уфуе-Буаньї, івуарійський політик, перший президент і перший прем'єр-міністр незалежного Кот-д'Івуару.
- 2006 — Джин Кіркпатрік, американська дипломатка і політологиня.
- 2010 
  - Юрій Спіженко, український хірург, академік АМНУ, міністр охорони здоров'я України у 1989-94 роках.
  - Елізабет Едвардс, американська письменниця і юристка.
- 2023 — Кухарський Василь, український актор театру та кіно.